# Mazinho (Fußballspieler, 1965)
Mazinho, eigentlich Waldemar Aureliano de Oliveira Filho (* 26. Dezember 1965 in Rio de Janeiro), ist ein ehemaliger brasilianischer Fußballspieler.

## Karriere

### Vereine
Nach den brasilianischen Vereinen FC Santos, Atletico Paranaense und CA Bragantino, mit letzterem Zweiter der brasilianischen Meisterschaft geworden, wurde Mazinho im Sommer 1991 kurz nach Saisonbeginn vom FC Bayern München verpflichtet und war damit nach dem kurz zuvor verpflichteten Bernardo der zweite Brasilianer beim FC Bayern.
Seine Premiere in der Bundesliga am 14. August 1991 (3. Spieltag) im Auswärtsspiel gegen Fortuna Düsseldorf krönte er mit dem 1:0-Siegtreffer in der 89. Minute. In 28 Ligaspielen, die er in seiner ersten Saison bestritt, erzielte er acht Tore, vier davon gelangen ihm jeweils als Doppeltorerfolg am 26. Oktober beim 3:0-Heimsieg über Borussia Mönchengladbach und am 30. November bei der 3:4-Heimniederlage gegen Werder Bremen. Er kam ferner zu vier Einsätzen im UEFA-Pokal (2 Tore), schied mit der Mannschaft aber bereits in der zweiten Runde gegen B 1903 Kopenhagen aus dem Wettbewerb aus. Auch in der Liga verlief die Saison für den FC Bayern enttäuschend, die Mannschaft wurde in der Liga lediglich Zehnter und im DFB-Pokal war der Wettbewerb für Bayern bereits nach dem ersten Spiel, einem 2:4 nach Verlängerung gegen den Zweitligisten FC Homburg beendet, beide Tore für den FC Bayern hatte Mazinho erzielt. Mit Jupp Heynckes, Sören Lerby und Erich Ribbeck lernte der Brasilianer in jener Saison gleich drei Cheftrainer kennen.
In der Folgesaison kam Mazinho nur noch 17-mal zum Einsatz (3 Tore), in der Hinrunde der darauffolgenden gar nur noch einmal. In der Winterpause kehrte er nach Brasilien zurück und war bis Saisonende an Internacional Porto Alegre ausgeliehen. Nach seiner Rückkehr im Sommer 1994 kam er zwar zu seinem ersten (und auch einzigen) Champions-League-Einsatz, wurde aber ansonsten nur noch in drei Ligaspielen berücksichtigt und alsbald war dann seine Zeit beim FC Bayern München beendet, im Winter erfolgte die Rückkehr nach Brasilien.
Nach nur einem halben Jahr bei Flamengo Rio de Janeiro wechselte Mazinho 1995 nach Japan. Nach fünf Spielzeiten für den Erstligisten Kashima Antlers und fünf Titeln spielte er noch eine Saison für den Erstliga-Aufsteiger Kawasaki Frontale, bevor er in seine Heimat zurückkehrte und 2001 bei CA Bragantino seine Karriere beendete.

### Nationalmannschaft
Mazinho trug zwischen 1990 und 1991 elfmal das Trikot der Seleção und erzielte zwei Tore. Sein Debüt gab er am 12. Dezember 1990 in Los Angeles beim torlosen Unentschieden im Testspiel gegen die Auswahl Mexikos.

## Erfolge
- Zweiter der Copa América 1991
- Zweiter der Brasilianischen Meisterschaft 1991
- Staatsmeister von Rio Grande do Sul 1994
- Deutscher Meister 1994
- Japanischer Meister 1996, 1998
- Kaiserpokal-Sieger 1997
- Japanischer Ligapokal-Sieger 1997
- Superpokal-Sieger 1997